# The Big Come Up
The Big Come Up är den amerikanska bluesrockduon The Black Keys debutalbum, utgivet 2002.
Albumet släpptes som CD och vinyl, där vinylutgåvan innehåller ett extra spår, "No Fun", vilket ligger som tredjespår på andra sidan, mellan "Them Eyes" och "Yearnin'".

## Låtlista
Samtliga låtar skrivna av Dan Auerbach och Patrick Carney, om annat inte anges.
1. "Busted" - 2:33
2. "Do the Rump" (Junior Kimbrough) - 2:37
3. "I'll Be Your Man" - 2:20
4. "Countdown" - 2:38
5. "The Breaks" - 3:01
6. "Run Me Down" - 2:27
7. "Leavin' Trunk" (Trad.) - 3:00
8. "Heavy Soul" - 2:08
9. "She Said, She Said" (John Lennon, Paul McCartney) - 2:32
10. "Them Eyes" - 2:23
11. "Yearnin'" - 1:58
12. "Brooklyn Bound" - 3:11
13. "240 Years Before Your Time" - 23:20 (Bestående av en första del på ca 1:40, och efter 20 minuters tystnad ett bonusspår på ytterligare 1:40.)